# Tiarella trifoliata
Tiarella trifoliata, zeljasta biljka iz porodice kamenikovki raširena po zapadnim dijelovima Sjeverne Amerike, od Kalifornije na sjever preko Kanade do Aljaske.
- T. trifoliata
- T. trifoliata

## Podvrste
Postoje dvije podvrste:
- Tiarella trifoliata var. laciniata (Hook.) Wheelock; Britanska Kolumbija, Oregon, Washington
- Tiarella trifoliata var. unifoliata (Hook.) Kurtz; Od Aljaske do Kalifornije

## Sinonimi
- Blondia trifoliata Raf.
- Petalosteira laciniata Raf.
- Tiarella stenopetala C.Presl